# Théorème de Haboush
Le théorème de Haboush est un théorème par lequel William Haboush a démontré une conjecture de Mumford, établissant que pour tout groupe algébrique réductif G sur un corps k, pour toute représentation de G sur un k-espace vectoriel V, et pour tout vecteur non nul v dans V fixe par l'action de G, il existe sur V un polynôme G-invariant F tel que F(v) ≠ 0 et F(0) = 0.
Le polynôme peut être choisi homogène, c'est-à-dire élément d'une puissance symétrique du dual de V, et si la caractéristique de k est un nombre premier p > 0, le degré du polynôme peut être choisi égal à une puissance de p. Pour k de caractéristique nulle, ce résultat était bien connu : dans ce cas, un théorème (en) de Weyl sur la complète réductibilité des représentations de G garantit même que F peut être choisi linéaire. L'extension aux caractéristiques p > 0, conjecturée dans l'introduction de Mumford (1965) a été démontrée par Haboush (1975).

## Applications
Le théorème de Haboush peut être utilisé pour généraliser des résultats de la théorie géométrique des invariants, de la caractéristique nulle, où ils étaient déjà connus, à la caractéristique p > 0. En particulier, des résultats antérieurs de Nagata, joints à ce théorème, montrent que si un groupe réductif (sur un corps algébriquement clos) agit sur une algèbre de type fini, alors la sous-algèbre des points fixes est aussi de type fini.
Le théorème de Haboush implique que si G est un groupe algébrique réductif agissant régulièrement sur une variété algébrique affine, alors deux fermés invariants disjoints X et Y peuvent toujours être séparés par une fonction invariante f (ce qui signifie que f vaut 0 sur X et 1 sur Y).
Seshadri (1977) a étendu le théorème de Haboush aux groupes réductifs sur des schémas.
Il résulte des travaux de Nagata (1963), Haboush et Popov que les conditions suivantes sont équivalentes pour un groupe algébrique affine G sur un corps k :
- G est réductif ;
- en tout vecteur invariant non nul d'une représentation rationnelle de G, il existe un polynôme homogène invariant qui ne s'annule pas ;
- pour toute action rationnelle de G sur une k-algèbre de type fini, la sous-algèbre des points fixes est de type fini.

## Plan de la preuve
Le théorème se démontre par les étapes suivantes :
- On peut supposer que k est algébriquement clos et de caractéristique p > 0.
- Le cas des groupes finis se règle facilement car on peut prendre simplement le produit indexé par tous les éléments du groupe. On se ramène ainsi au cas où le groupe réductif est connexe (puisque la composante neutre (en) est d'indice fini). Par extension centrale, on peut de plus supposer que G est simplement connexe.
- Soit A(G) l'anneau de coordonnées de G, sur lequel G agit par translations à gauche. On choisit dans le dual de V un élément v' qui prend la valeur 1 en le vecteur invariant v. L'application de V dans A(G) qui envoie tout vecteur w∈V sur l'élément a∈A(G) défini par a(g) = v'(g(w)), envoie en particulier v sur 1∈A(G), donc on peut supposer que V⊂A(G) et v=1.
- La structure de la représentation sur A(G) est décrite comme suit. Soit T un tore maximal de G, agissant sur A(G) par translations à droite. Alors A(G) se décompose en la somme, indexée par les caractères λ de T, des sous-représentations A(G)λ. On peut donc supposer que V est inclus dans un sous-espace T-invariant A(G)λ de A(G).
- La représentation sur A(G)λ est une union croissante de sous-représentations de la forme Eλ+nρ⊗Enρ, où ρ est le vecteur de Weyl pour un choix de racines simples de T, n est un entier positif, et Eμ est l'espace des sections du fibré en droites sur G/B qui correspond au caractère μ de T, B désignant le sous-groupe de Borel qui contient T.
- Pour n assez grand, Enρ est de dimension (n+1)N, où N est le nombre de racines positives, parce que la dimension est donnée en caractéristique nulle par la formule des caractères de Weyl et que le fibré en droites sur G/B est ample (en).
- Pour n = q – 1 où q = pr, Enρ contient la représentation de Steinberg (en) de G(Fq) de dimension qN. C'est une représentation irréductible de G(Fq) et donc de G(k), et de même dimension que Enρ pour r assez grand, si bien que Enρ est irréductible pour une infinité de valeurs de n.
- Pour ces valeurs de n, Enρ est isomorphe à son dual donc Enρ⊗Enρ est isomorphe à End(Enρ). Ainsi, le sous-espace T-invariant A(G)λ de A(G) est une réunion croissante de sous-représentations de la forme End(E) (pour des représentations E de la forme E(q – 1)ρ)). Or pour des représentations de la forme End(E), un polynôme invariant qui sépare 0 de 1 est donné par le déterminant, ce qui permet de conclure.